# Stadion Samen al-Aeme
Stadion Samen al-Aeme (perz. ورزشگاه ثامن‌الائمه; Varzešgah-e Samen al-Aeme) je višenamjenski stadion u iranskom gradu Mašhadu. Nalazi se na krajnjem sjeverozapadu grada, oko 20 km od povijesnog središta. Prva faza izgradnje trajala je od 1993. do 2004. godine prilikom čega je dostignut kapacitet od 35.000 mjesta od čega su 15.000 sjedišta odnosno ostatak klupe za sjedenje. Druga faza izgradnje kojom se namjerava povećati kapacitet počela je u srpnju 2006. godine. Glavni korisnik stadiona je nogometni klub Abu-Muslim, a od 2008. do 2009. koristio ga je i Pajam.